# プジョー・パートナー
パートナー（Partner ）は、プジョーが欧州市場を中心に販売するフルゴネットタイプの貨物自動車である。商用仕様と乗用仕様が用意されていたが、3代目からはパートナーは商用仕様専用の車名となり、乗用仕様はプジョー・リフターという別の車名が与えられた。
パートナーは初代から同じPSAグループのシトロエン・ベルランゴとの兄弟車であったが、2021年のステランティスグループの成立に伴い、3世代目からはオペル・コンボ、フィアット・ドブロ、さらにステランティスと協業しているトヨタの欧州専売車種トヨタ・プロエースシティとの兄弟車種となった。
商用仕様のパートナーは日本市場に未導入である。

## 初代（1996年-2013年）
パートナーは兄弟車のベルランゴとともに、1996年7月に正式に発売された。1996年のパリサロンにおけるベルランゴの初公開時に、併せて乗用ミニバンタイプ（Grand Large）、乗用ハッチバックタイプ（Berline Bulle）、オープンデッキタイプ（Coupé de Plage）の3タイプのコンセプトカーも発表され、乗用ミニバンタイプは後にパートナー/ベルランゴの正式なラインナップに加わった。

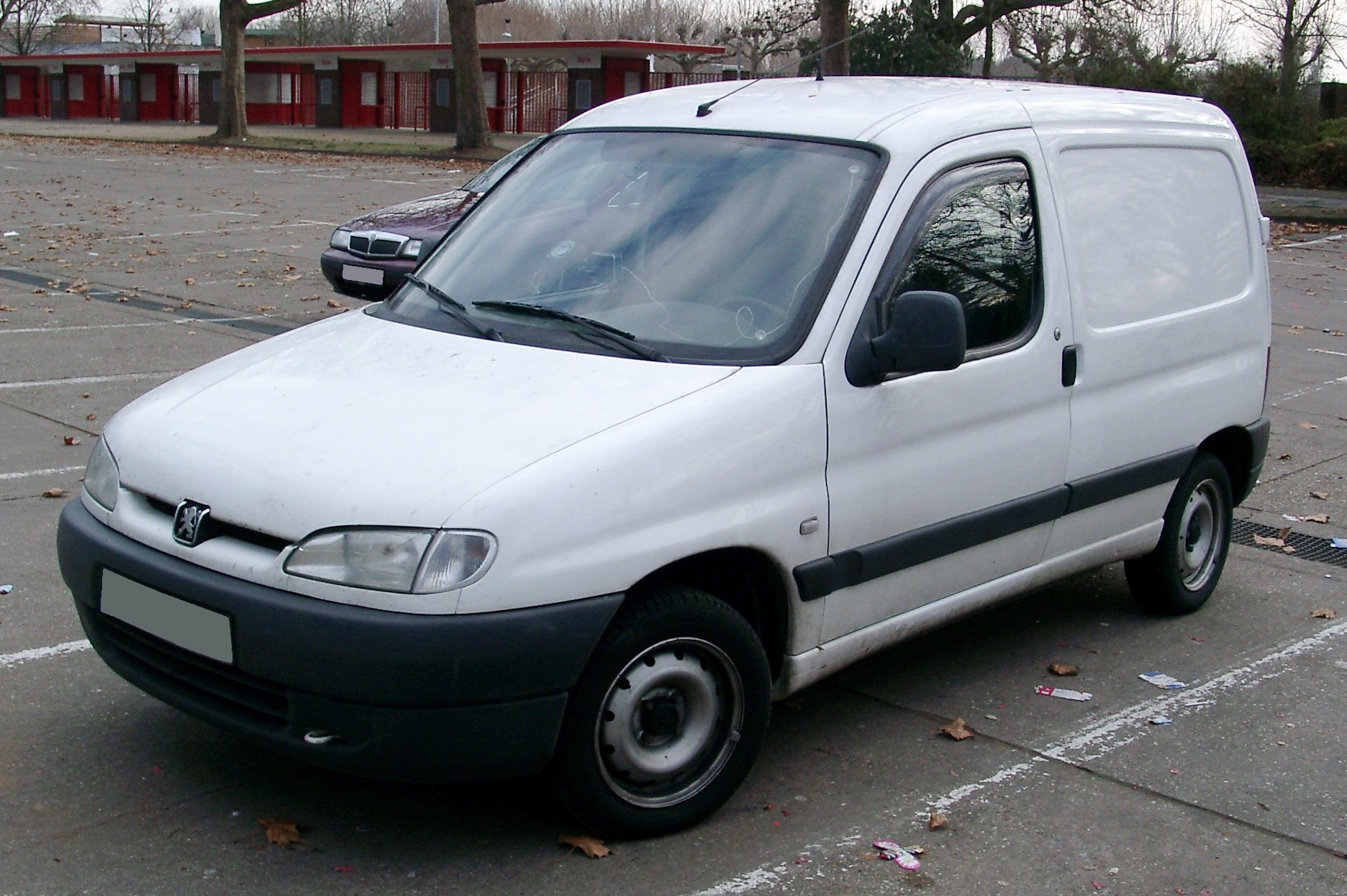
プジョー・パートナー（マイナーチェンジ前）
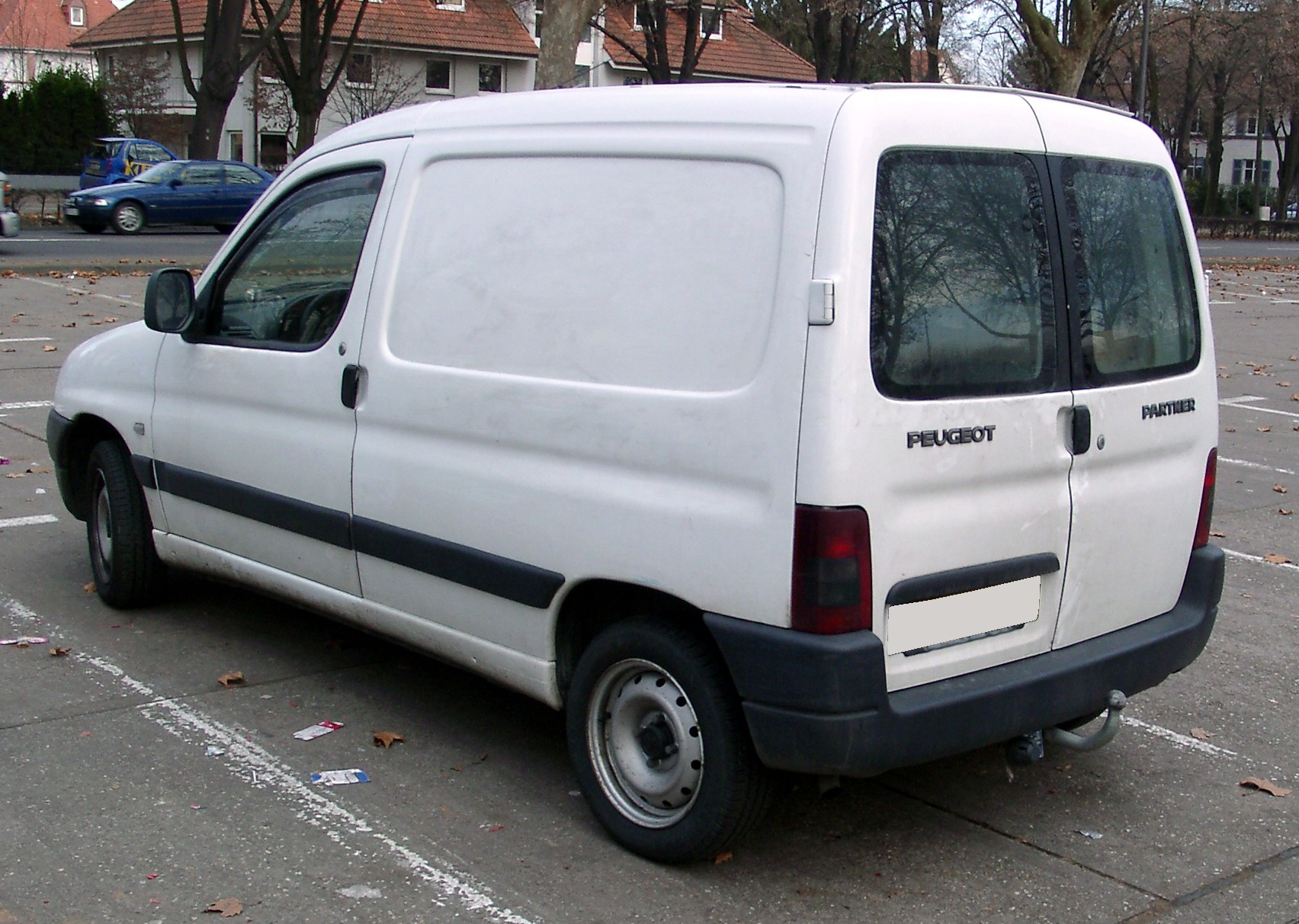
プジョー・パートナー（マイナーチェンジ前）

2002年12月に、内外装を含む大幅なマイナーチェンジが行われた。2004年に再度マイナーチェンジが行われた。2008年に2代目のパートナーとベルランゴが発売されたあとも、初代の生産・販売は2013年まで欧州で継続され、その後も南米などでの生産販売が続けられた。

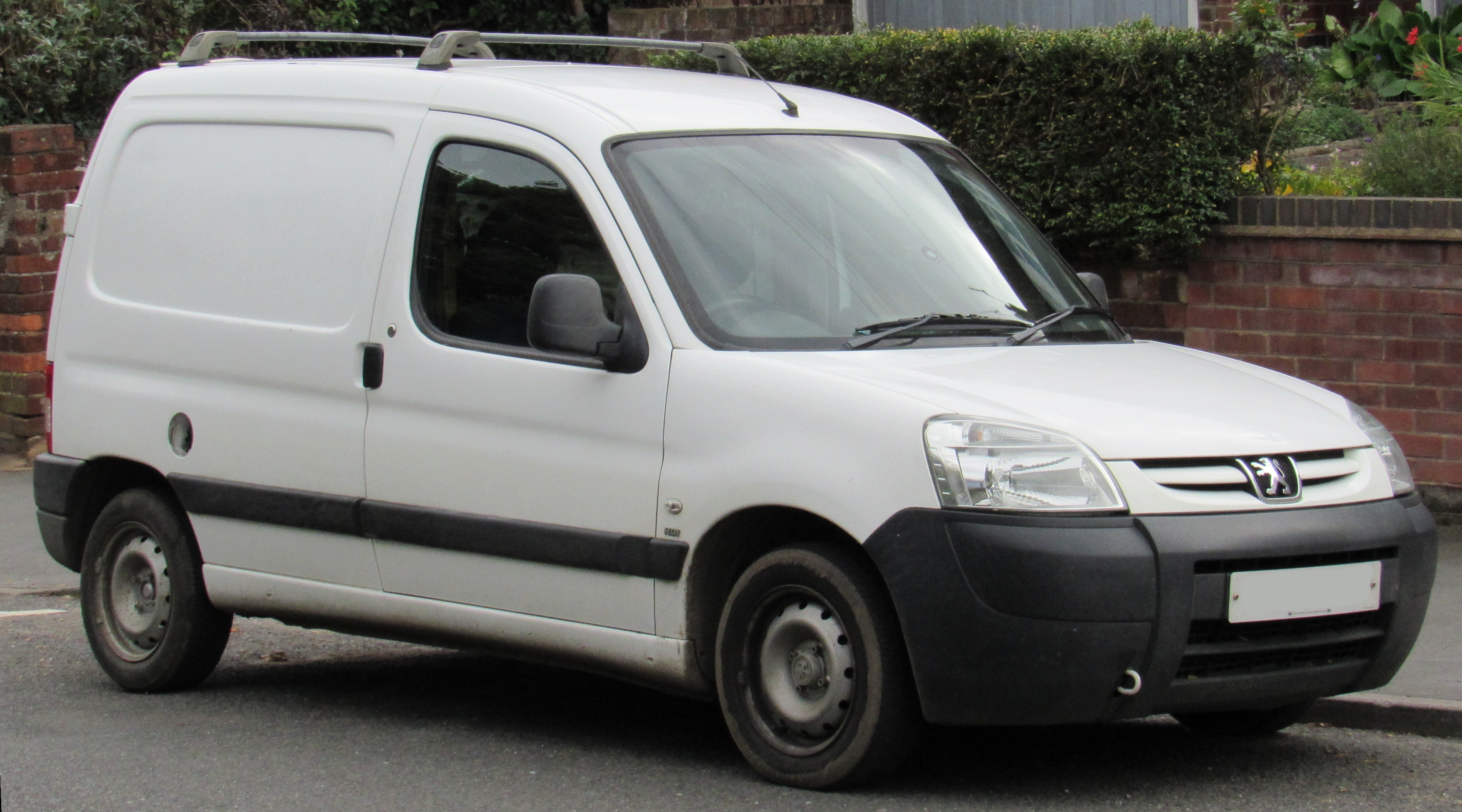
マイナーチェンジ後のプジョー・パートナー (2004–2012)
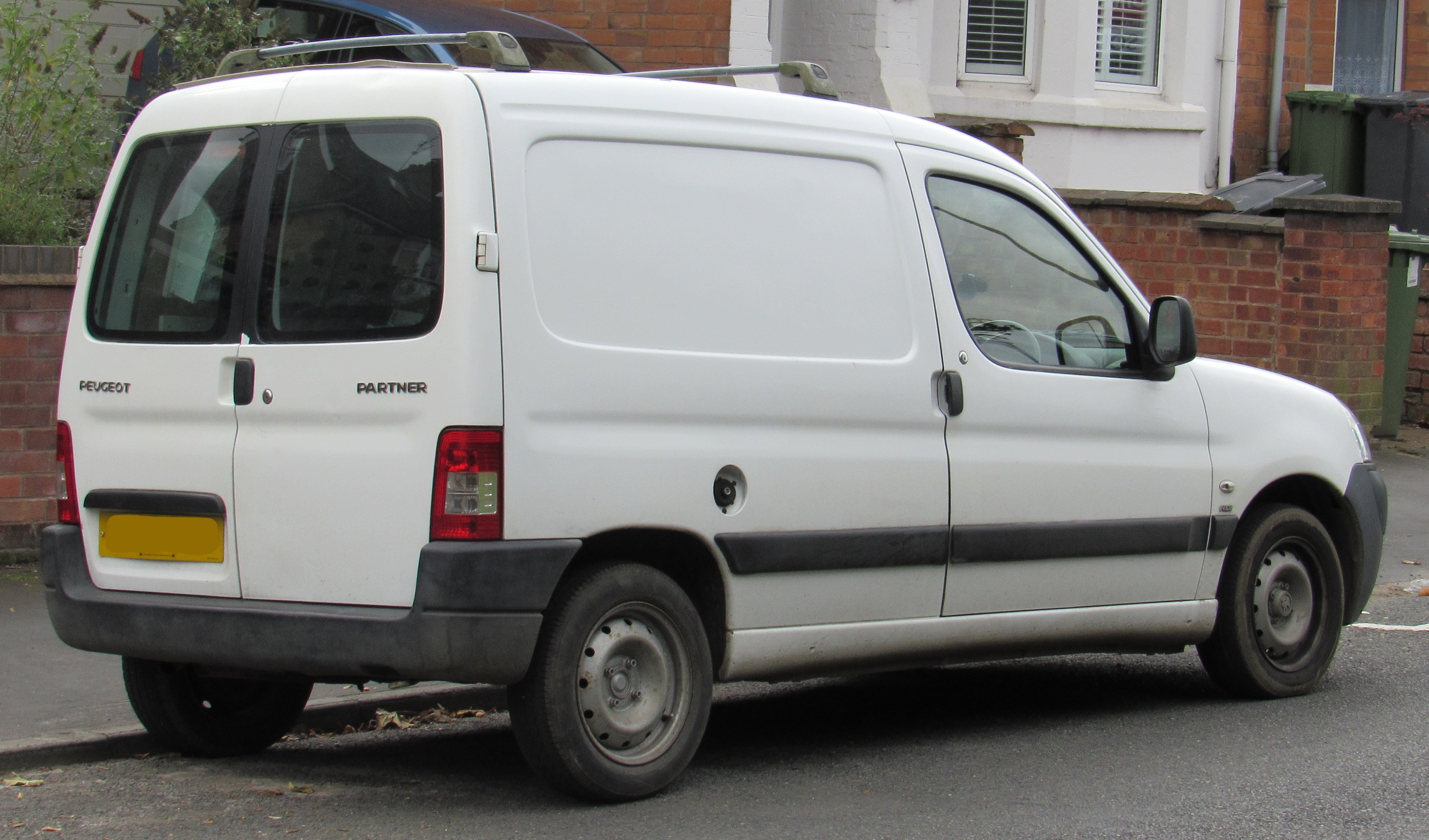
マイナーチェンジ後のプジョー・パートナー (2004–2012)
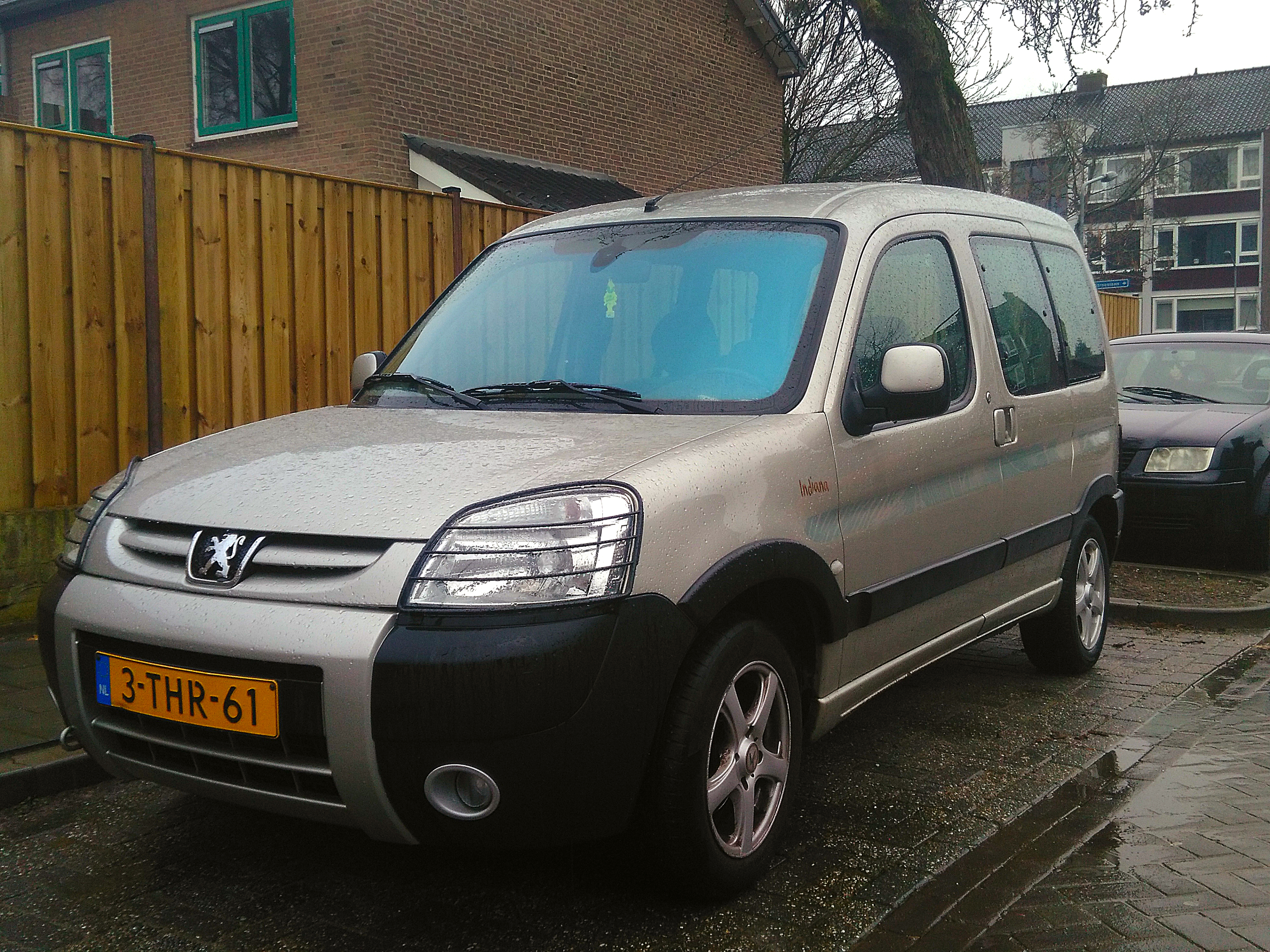
マイナーチェンジ後のプジョー・パートナー インディアナ（乗用仕様）
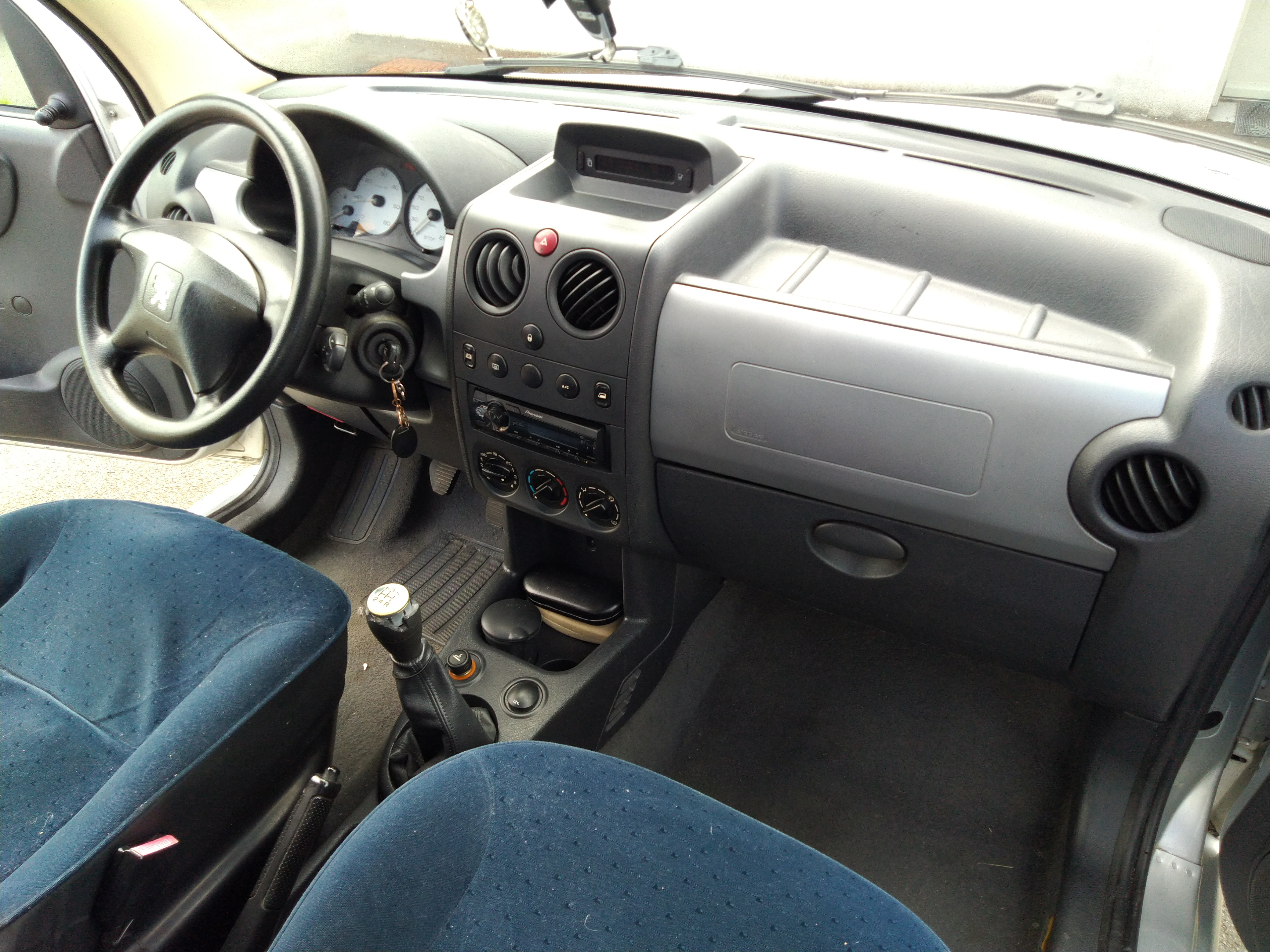
マイナーチェンジ後の内装

## 2代目（2008年-2018年）
2代目パートナーは、2008年に販売開始。乗用版はパートナーティピー（Partner Tepee ）と呼ばれる。
2017年3月、ジュネーヴモーターショーにてパートナーティピーの電気自動車版である「パートナー ティピー エレクトリック」を初公開。航続距離は170kmで同年9月に欧州で販売予定。

## 3代目（2018年-）
2018年6月26日発表。3代目パートナーはパネルバンである。ダブルキャビン版も設定されている。乗用版はプジョー・リフターとして販売されている。